# Alfred Bruneau
Louis-Charles-Bonaventure-Alfred Bruneau (1857-1934) là nhà soạn nhạc, nhà phê bình âm nhạc người Pháp.

## Cuộc đời và sự nghiệp
Alfred Bruneau học âm nhạc từ Jules Massenet tại Nhạc viện Paris. Bruneau bắt đầu hoạt động phê bình âm nhạc trên báo chí Pháp từ thập niên 1880. Từ năm 1909, ông trở thành tổng thanh tra giáo dục âm nhạc Pháp. Năm 1929, ông lại trở thành viện sĩ Viện Pháp quốc.

## Các tác phẩm

### Sáng tác âm nhạc
Alfred Bruneau viết chủ yếu là opera, gồm 13 tác phẩm, chủ yếu là dựa trên các cuốn tiểu thuyết của Émile Zola, nổi bật có :
- Giấc mơ (1890)
- Tấn công cối xay (1892)
- Messidor (1897)
- Cơn bão (1901)

Ngoài ra, Bruneau còn viết các tác phẩm ballet, các tác phẩm dành cho dàn nhạc giao hưởng và các ca khúc.

### Sách
Ông viết nhiều sách phê bình âm nhạc, nổi bật có những nghiên cứu về Fauré (1925), Massenet (1935). Ngoài ra, ông viết những hồi ức về Zola (1932).